# Shimoda bugyō
Les Shimoda bugyō (下田奉行) sont des fonctionnaires du shogunat Tokugawa. Ces employés du bakufu sont responsables de l'administration du port de Shimoda et du commerce étranger dans la zone.
Ce poste créé en 1842 est occupé par deux fudai daimyō nommés simultanément. À un moment donné, l'un réside normalement à Shimoda et l'autre à Edo dans le cadre d'un modèle d'alternance. Ces titres japonais sont couramment traduits par les termes de « commissaire », « magistrat » ou encore « gouverneur ».
Le nombre d'agents portant le titre en même temps peut varier au fil du temps, fluctuant d'aussi peu que cinq en 1859 à au moins neuf à un autre moment.

## QuelquesShimoda bugyō
- Toki Yorimune (1843-1844)[2]
- Izawa Masayoshi (1854-1855)[3]
- Inoue Kiyonao (1855-1859)[4]